# Nikolaus Drauss
Nikolaus Drauss, polsky též Mikołaj Draus, byl rakouský politik německé národnosti z Haliče, během revolučního roku 1848 poslanec Říšského sněmu.

## Biografie
Roku 1849 se uvádí jako Nikolaus Drauß, zemědělec v obci Trzciana.
Během revolučního roku 1848 se zapojil do veřejného dění. Ve volbách roku 1848 byl zvolen i na ústavodárný Říšský sněm. Zastupoval volební obvod Głogów. Tehdy se uváděl coby hospodář. Náležel ke sněmovní pravici. Byl jedním z pěti poslanců německé národnosti zvolených v Haliči. Jiný zdroj ho ovšem řadí mezi polské poslance.